# Ruger Gold Label
Le Ruger Gold Label est un fusil de chasse de fabrication américaine.

## Technique
Le Robust est un fusil type Anson et Deeley (système inventé en 1875 au Royaume-Uni) dont la mécanique très simple est intégrée au corps de la bascule. La percussion est ainsi assuré par des percuteurs étant armés par la fermeture du fusil. Muni d'une mono- détente sélective, il s'ouvre à l'aide d'une clef type top lever. Les organes de visée sont fixes et se limitent à un guidon en forme de grain d'orge. La crosse demi-pistolet et le fût sont en noyer et partiellement quadrillés.